# Thanvillé
Thanvillé (deutsch Thannweiler) ist eine französische Gemeinde mit 609 Einwohnern (Stand 1. Januar 2021) im Département Bas-Rhin in der Region Grand Est (bis 2015 Elsass). Die Gemeinde liegt in den Vogesen.

## Bevölkerungsentwicklung
| 1962 | 1968 | 1975 | 1982 | 1990 | 1999 | 2006 | 2017 |
| ---- | ---- | ---- | ---- | ---- | ---- | ---- | ---- |
| 310  | 332  | 344  | 407  | 442  | 449  | 544  | 594  |

## Sehenswürdigkeiten
- Château de Thanvillé (Schloss)

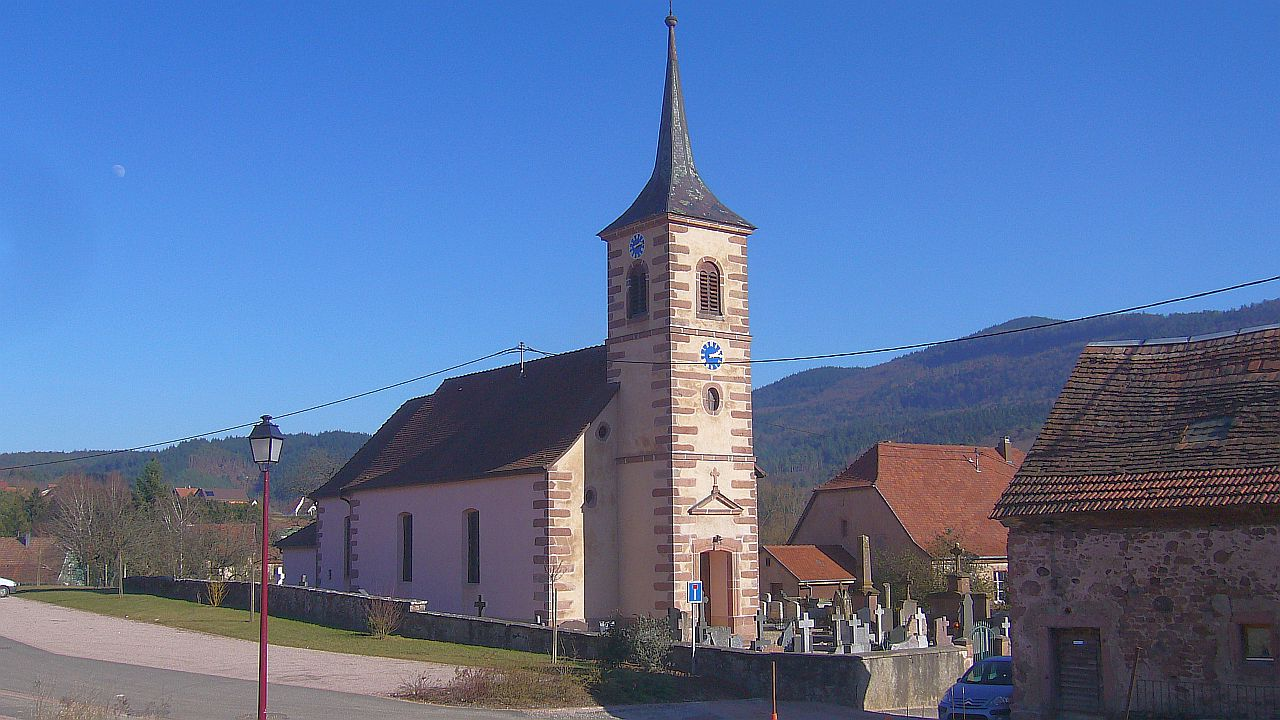
Thanvillé
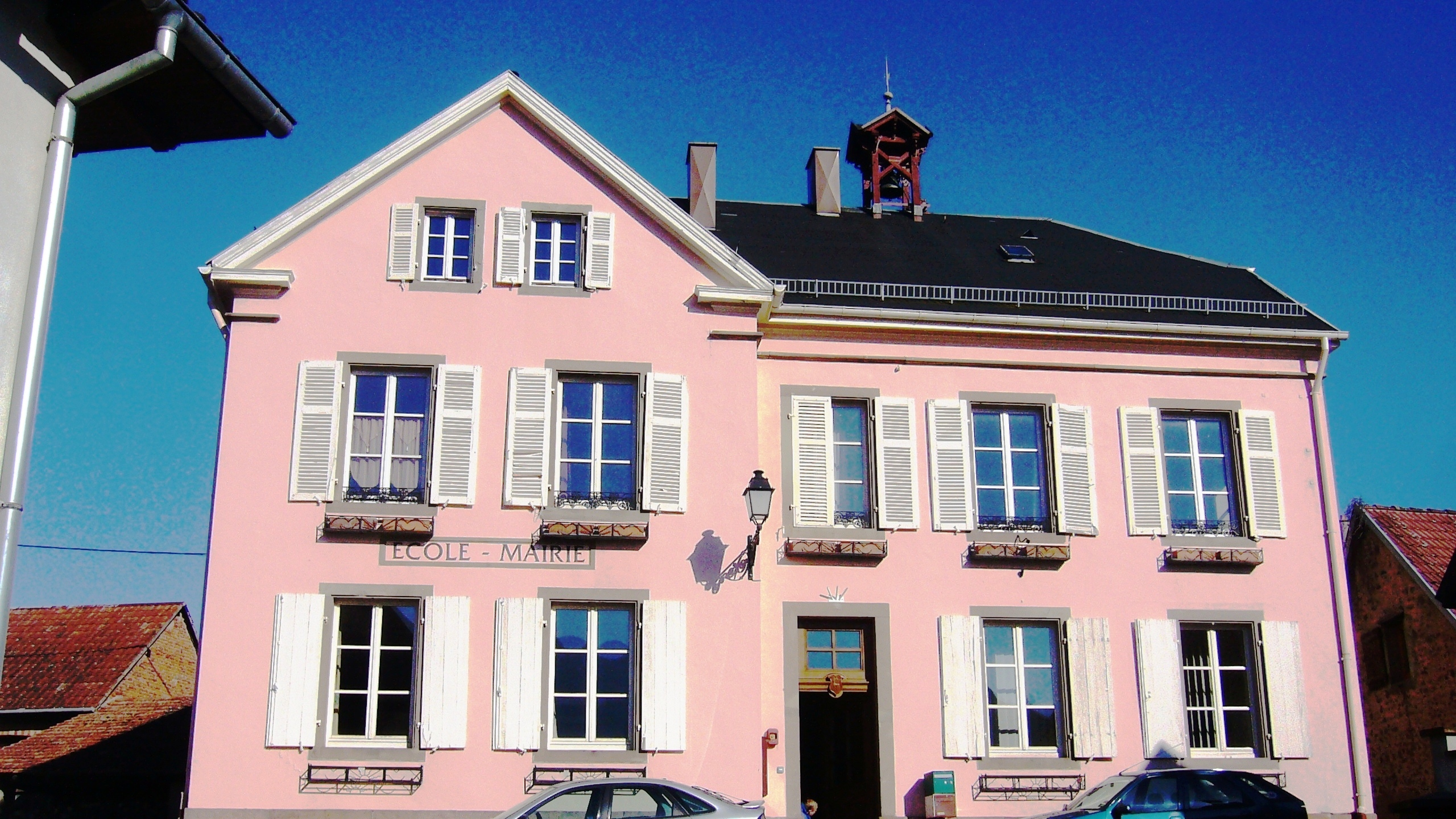
Rathaus mit Schule
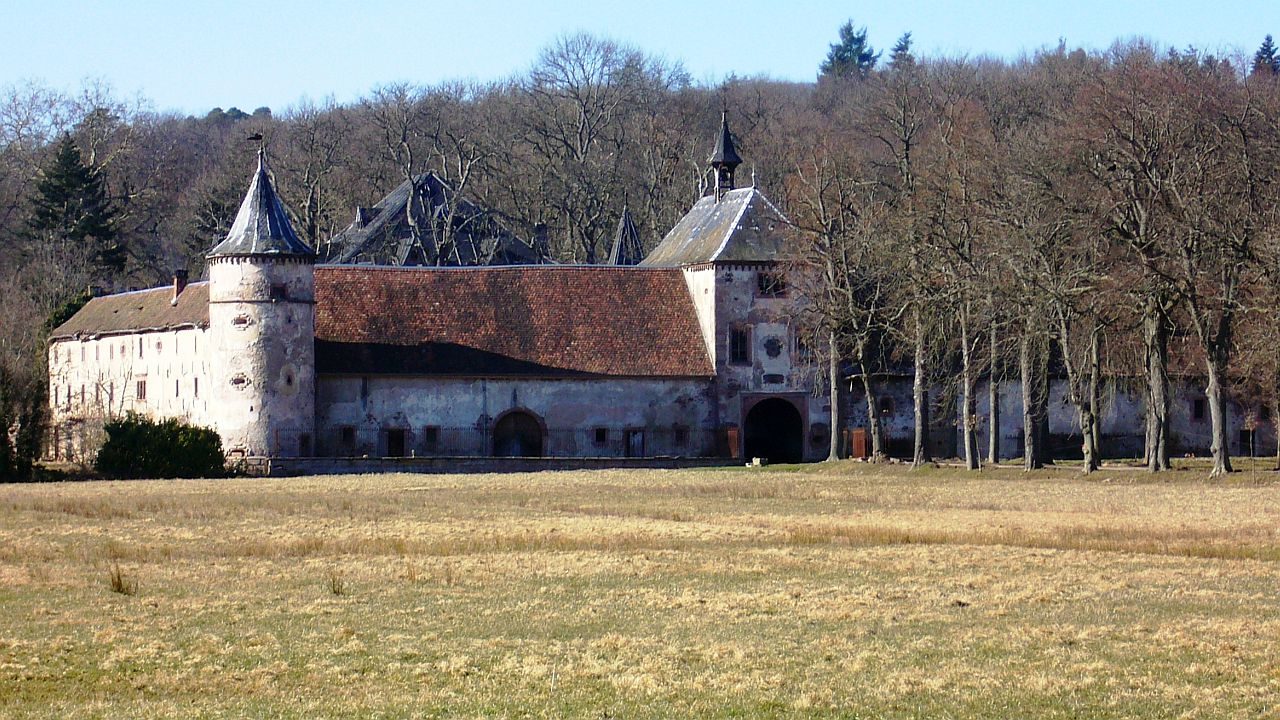
Schloss
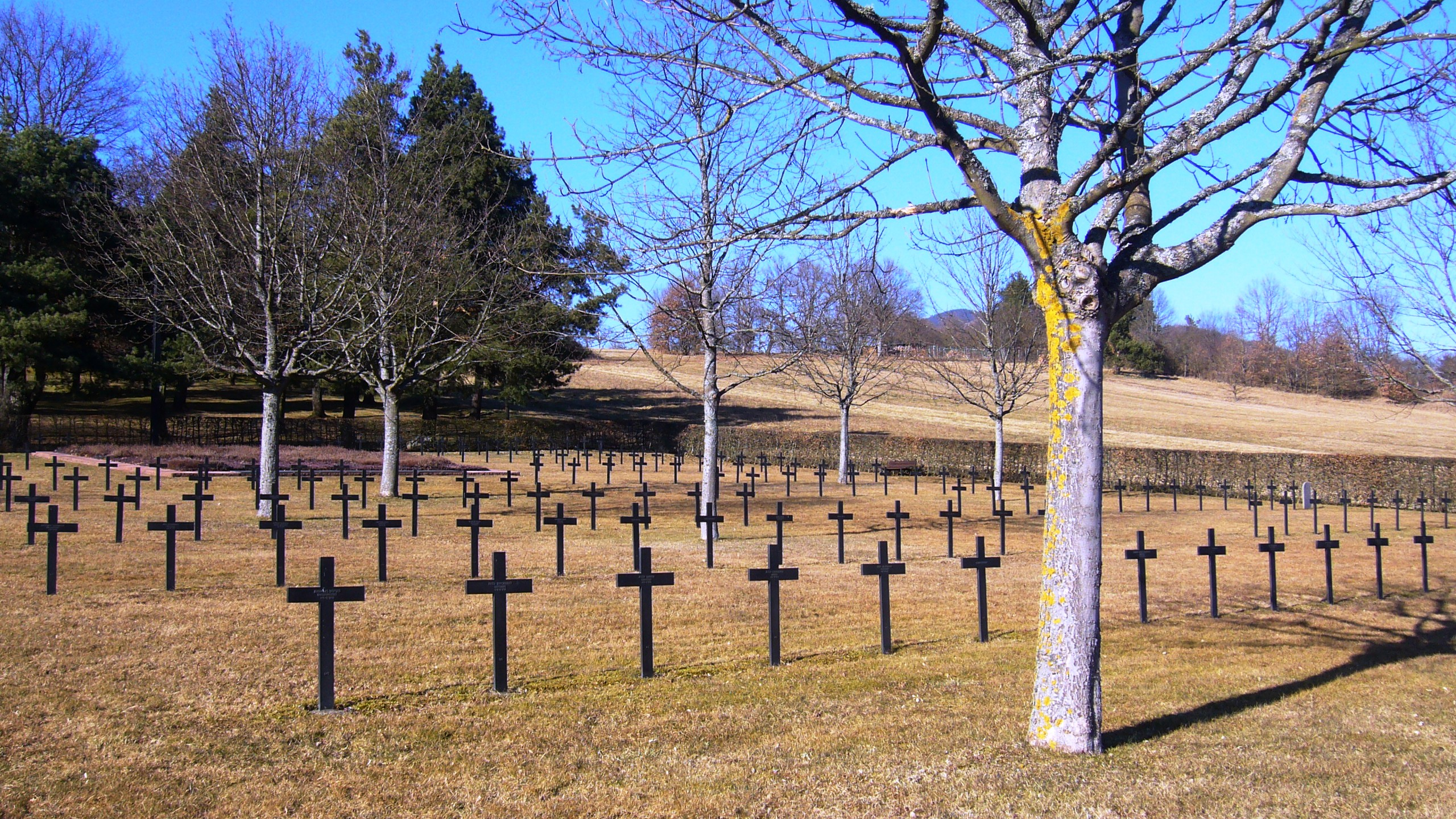
Deutscher Soldatenfriedhof

## Wirtschaft
In Thanvillé befindet sich ein Tochterunternehmen der Schenker Storen.